# Ambasada Dżibuti w Berlinie
Ambasada Dżibuti w Berlinie – misja dyplomatyczna Republiki Dżibuti w Republice Federalnej Niemiec.
Ambasador Republiki Dżibuti w Berlinie oprócz Republiki Federalnej Niemiec akredytowany jest również w Republice Austrii, Republice Czeskiej i w Rzeczypospolitej Polskiej.

## Historia
Dżibuti i RFN nawiązały stosunki dyplomatyczne 23 stycznia 1978. Ambasadę Dżibuti w Berlinie otwarto w 2011.